# Capmany (Girona)
Capmany is een gemeente in de Spaanse provincie Girona in de regio Catalonië met een oppervlakte van 27 km². Capmany telt 596 inwoners (1 januari 2016).

## Het huidige dorp
Capmany ligt aan de GI602 die even ten westen van het dorp van de E15 (AP-7) komt en in oostelijke richting loopt. Naar gemeentelijke opgave had Capmany in 2011 623 inwoners. In het dorp is een kerk, een kapel en een lagere school. Er is een sportveld en een openlucht zwembad. Er is een winkel met koffiebar, er zijn hotels en restaurants en een camping met vakantiehuisjes. Er is een galerie voor moderne Catalaanse beeldende kunst. In de gemeente zijn wijngaarden, pijnboomplantages en boomgaarden met olijven. De negen wijnproducenten mogen allen de kwaliteitsaanduiding Empordà DO (Ampurdán) voeren. Door de gemeente stromen diverse beken. Rond Capmany liggen vele dolmen en hunebedden. In het Catalaans heten de inwoners van Capmany: Capmanyenc/Capmanyencais.

## Geografie
De stad Girona, waar een vliegveld is, ligt op ongeveer 50 km van Capmany. Op zo'n 150 km afstand ligt Barcelona. In het op 15 km gelegen Figueres is het dichtstbijzijnde spoorwegstation.

### De nabije omgeving
De onderstaande figuur toont de Capmany omringende gemeenten.

## Demografische ontwikkeling
Bron: INE, 1857-2011: volkstellingen
Opm.: In 1857 werd de gemeente Buscarós aangehecht